# Gorky 17
Gorky 17 («Горький-17»; в другом издании — Odium, с лат. — «отвращение, ненависть») — ролевая компьютерная игра, разработанная польской компанией Metropolis Software и выпущенная Monolith Productions для Microsoft Windows в 1999 году. Позже игра была портирована на Linux фирмой Hyperion Entertainment и выпущена Linux Game Publishing в 2006 году. Hyperion Entertainment также занималась портированием Gorky 17 на AmigaOS 4. Тактическая ролевая игра.
В России игра также была выпущена компанией 1С в двух вариантах — официальный перевод (с изменениями имён и национальностей персонажей) и в модификации «Горький-18» с переводом Дмитрия Пучкова («Гоблина»). Локализации вышли в конце 1999 года.

## Геймплей
Как и в других RPG, первоначально под управлением игрока находится группа из игровых персонажей, которых можно развивать, вкладывая очки опыта за получение нового уровня. Также в процессе боя они повышают своё умение владения оружием, применяя его на своих противниках. К команде могут присоединяться отдельные игровые персонажи, однако они могут и покинуть её после прохождения определённого уровня. Максимальный размер группы — 5 человек.
Отдельных миссий в игре нет. Запретная зона разбита на несколько крупных участков (порт, музей, канализация, город и т. д.), в пределах которых игрок перемещается по своему усмотрению. Иногда, чтобы попасть в какую-то определённую точку, приходится выполнить небольшой квест по поиску и верному применению нужного предмета, например, ключа.
Каждый отдельный бой происходит в строго оговорённый момент времени, когда герои попадают в установленную точку карты. Бой происходит в пошаговом режиме. Персонаж может только один раз за ход сделать выстрел, или совершить какое-либо действие (лечение, передвигание объектов и т.д.), и совершить передвижение. Передача предметов является побочным действием, и может совершаться не в ущерб лечению, выстрелу и пр. Таким образом, невозможно сделать больше одного выстрела в ущерб передвижению, или наоборот. Иногда во время боя нужно выполнить определённые условия — защитить человека, необходимую для движения вперёд аппаратуру, или успеть завершить бой до взрыва бомбы.
Гибель любого из персонажей или невыполнение боевого условия приводит к завершению игры (перезапуску боя).

## Сюжет
Действие игры разворачивается на военном объекте Горький-17 (в окрестностях города Любин), на который напали мутанты. Группа НАТО из четырёх солдат прибывает в город, чтобы эвакуировать оставшихся людей, но исчезает бесследно. Вторая группа солдат НАТО (в локализации «Snowball» (издатель: «1С») — МЧС, в переводе «Гоблина» — ГРУ) из трёх человек была отправлена на объект на поиски первой группы. Игрок берёт под своё командование эту группу, исследует город и ищет причины возникновения мутантов.

## Разработка и выпуск
Игру разработала польская компания Metropolis Software House, а издателем выступили TopWare Interactive в Европе и Monolith Productions / Interplay в США. Разница в названиях обусловлена желанием издательства Monolith провести необычную рекламную кампанию, и сотрудники маркетингового отдела посчитали, что название «Odium» будет звучать более привлекательно для западных игроков. Название «Gorky 17» было идеей братьев Кшиштофа и Марчина Кравчик. В России и странах СНГ игра издавалась компанией 1С, локализация на русский язык была выполнена студией Snowball Interactive.
Часть команды Metropolis Software состояла из людей, которые учились на факультете геологии Варшавского университета. Средний возраст работников составлял всего 25 лет. По словам одного из основателей «Метрополиса» и руководителей разработки Гжегожа Миеховски, предварительная работа над игрой началась в 1995 году. Примечательно, что команда параллельно обдумывала раннюю версию Ведьмака. Поскольку проект по Ведьмаку был слишком амбициозен на тот момент для маленькой команды, то руководство студии приняло решение разработать четыре небольших проекта с целью накопления ресурсов для дальнейшей работы над Ведьмаком, и Горький 17 входил в их число. Некоторые сотрудники позднее присоединились к команде только потому, что хотели внести свой вклад в разработку Ведьмака, так как в то время были большими фанатами Анджея Сапковского.
Ульрих Смидт, один из переводчиков игры на немецкий язык, поведал, что в те времена он работал игровым журналистом на компанию TopWare Interactive, которая искала интересные проекты. Однажды он наткнулся на скриншоты ранней стадии разработки Горького и был поражен уникальной мрачной атмосферой, а также детализацией прорисовки фонов. Люди из Topware связались с Metropolis и после короткой переписки по электронной почте приняли решение вылететь в Варшаву на переговоры. Метрополис на тот момент не мог похвастать выдающимися успехами, да и проект такого масштаба был для сотрудников первым, а самой игры фактически не было — лишь несколько скетчей и рендеров, а геймплей отсутствовал в принципе. Компания Topware также была начинающим издателем, и пойти на такие риски её руководство не могло. Но молодой разработчик Адриан Хмеляж, автор идеи игры и сооснователь Metropolis Software House, несмотря на отсутствие опыта работы над крупными проектами, поразил их своими сложными суждениями о геймдизайне, видении игры и казался сверхкреативным. Сделка была заключена осенью 1997 года.
После начала разработки большую часть цикла пред-продакшена игра разрабатывалась с боями в реальном времени. В ресурсах игры релизной версии сохранились анимации бега, самолечения и прыжка. Среди вырезанных возможностей фигурировали тактические крики, имеющие процент вероятности успешного срабатывания. Например, боец из отряда игрока мог своим криком заставить монстра испугаться, и таким образом тот терял свой ход. Либо же боец мог привлечь внимание всех монстров на себя, тем самым спасая другого члена отряда от получения урона или даже гибели.
Центральная механика игры (пошаговые бои на отдельных локациях) была реализована на заключительных этапах пред-продакшена. Команда черпала вдохновение из таких игр, как Vandal Hearts, X-COM, Fallout, Final Fantasy VII и, как ни странно, шахмат:

«Горький 17» с самого начала был своеобразным любовным письмом к Vandal Hearts. Vandal Hearts — это как раз та причина, по которой «Горький 17» вообще существует. Я был ошеломлен самой идеей RPG-стратегии, мой ум был поражен превосходством Vandal Hearts. Я был влюблен и хотел сделать что-то подобное для ПК, где жанра практически не существовало. Я хотел, чтобы ПК-игроки открыли для себя тот же фантастический мир стратегических ролевых игр, который я обнаружил на PlayStation.Оригинальный текст (англ.)“Gorky 17” was, from the start, a love letter to Vandal Hearts. Vandal Hearts is exactly the reason why “Gorky 17” exists at all. I was gobsmacked by the very idea of strategy-RPG, my mind was blown by the excellence of Vandal Hearts. I was enamored, and wanted to make something like this for the PC, where the genre was basically non-existent. I wanted the PC players to discover the same fantastic world of strategy RPGs that I had discovered on PlayStation.
— Адриан Хмеляж

Я не занимался разработкой контента, моя задача была анализировать игру с точки зрения бизнеса, чтобы она была интересна игрокам и хорошо продавалась. Эта игра ребят из Метрополиса. Они большие молодцы — очень много экспериментировали. Когда я пришел работать над проектом, в его геймплее были некоторые проблемы, которые необходимо было исправить, иначе игра не то чтобы плохо продавалась — она могла просто не дойти до релиза. Для реализации их первоначального видения было маловато контента, поэтому игрокам было бы просто неинтересно играть. Шахматы — моя любимая игра, и я думал о том, как можно было бы вплести в игру некоторые механики из шахмат.
— Дэниел Бернштейн
Разработчики пробовали разные подходы к боевой системе, в том числе и бои на «аренах», которые в конечном итоге попали в игру. Поскольку идея с аренами пришла на заключительном этапе разработки, корректно реализовать их и успеть интегрировать в игру в срок было непросто.
В качестве основы сценария была использована главная идея фильма «Муха» Дэвида Кроненберга, связанная с устройством телепортации и смешением ДНК разных биологических видов. Уже к этому концепту в дальнейшем наращивались идеи из других источников вдохновения, к примеру, из творчества Говарда Филлипса Лавкрафта и сверхпопулярного телесериала девяностых годов «Секретные материалы». К слову, Адриан Хмеляж в одном из старых интервью говорил, что при разработке авторы писали сценарий с оглядкой на похождения агентов Скалли и Малдера и что сюжет игры мог бы запросто лечь в основу одной из серий культового сериала. О том, что разработчики неровно дышали в сторону «X-Files» говорит ещё тот факт, что в первоначальном варианте сюжета фигурировали намеки на пришельцев и инопланетные технологии. Это подтверждает старый сайт Monolith, где сохранились упоминания о них, и частично подтверждают сами разработчики.
О любви к творчеству Лавкрафта говорит название одного из не доживших до финала Боссов — Шоггота, который должен был поджидать игроков в канализации. Так же этого монстра можно заметить в старом трейлере игры, показанном на Е3 в 1999 году
При создании монстров художники вдохновлялись творчеством Ганса Руди Гигера, Джона Карпентера (в частности, его творением «Нечто»), а также различными японскими аниме, среди которых был Гайвер 1989 года.

Я попросил Ирека Кониора — нашего штатного художника — нарисовать некоторых монстров, которые были бы страшны, отвратительны и выглядели, как гибрид человека, насекомого и пылесоса — и он превзошел наши ожидания!
— Адриан Хмеляж
Идея совместить 2D задники с 3D моделями также пришла на относительно позднем этапе разработки. 3D модели были созданы при помощи Softimage 3D, а задники были отрисованы в Real3D. Михал Новак вспоминал, как он работал в Real3D на компьютере с Pentium 200 на борту, а дома — на личном Amiga 1200. Поскольку железо по современным меркам было слабое, по словам Михала, рендеринг локации «Музей» (зал с динозаврами) длился от 10 до 16 часов.
Для создания высоко детализированных локаций разработчики путешествовали по разным местам. Наиболее интересные из них фотографировали для референсов, а потом на их основе делали локации в игре.
Разработчики планировали механику, при которой монстров надо было не убивать, а ловить при помощи различных приспособлений. Например, отряд во время прибытия в город имел в стартовом инвентаре вместо винтовок пистолеты, стреляющие усыпляющими дротиками. Однако игроки того времени больше любили убивать монстров, поэтому от этой идеи пришлось отказаться. Также планировалось, что всех пойманных мутантов можно будет превратить обратно в людей, о чём говорит фраза Добровского: «Не поздно ещё все исправить». Хмеляж очень хотел удивить игроков. Была задумка добавить моральный выбор для игрока. К примеру, в конце игры в лаборатории игрок должен был сделать выбор: принять предложение Добровского или нет. Планировалось много подобных сцен, конечный исход которых в дальнейшем шокировал бы игрока.

## Русский дубляж от «Snowball»
В локализации от «Snowball Studios» роли озвучивали:
- Андрей Ярославцев — Николай Селиванов, связист (стала первой работой актёра в озвучивании компьютерных игр[3])
- Вадим Андреев — Василий Грачёв, Славский, генерал Косов, командир НАТО, хитрый вор
- Сергей Чонишвили — Тарас Коврига, капитан Ибанез, старый вор
- Александр Клюквин — Юкко Хаахти, «Медуза», генерал Павлов
- Елена Соловьёва — Джоан МакФадден
- Ирина Савина — Анна Хатчинс, связист

## Русский дубляж в переводе отДмитрия Пучкова («Гоблина»)
- Юрий Румянцев — полковник Васин
- Алексей Симановский — прапорщик Кротов
- Камиль Ларин — рядовой Зелёнкин, Владимир Замчалов
- Рамзес Джабраилов — Иван Сусанин
- Йола Санько — Лара Крофтман
- Михаил Лебедев — Пётр «Медуза» Васильев, майор Джексон, представитель НАТО
- Лев Бутенин — генерал Драчёв
- Анна Гуляренко — Елена Крысюк
- Владимир Завикторин — генерал Барсуков
- Елена Габец — связист
- Дмитрий Пучков — старый вор
- Андрей Коринский — гнусный вор
- Ольга Шорохова

## Рецензии
| Сводный рейтинг | Сводный рейтинг |
| Агрегатор       | Оценка          |
| --------------- | --------------- |
| GameRankings    | 70,98 %         |

Журнал «Игромания» высоко оценил игру, дав ей 9 баллов из 10. Высоко был оценён уникальный геймплей, графика и музыка. К недостаткам отнесли не очень продуманный сюжет, а также локализация от «Snowball». Журнал «Страна игр» дал игре 9 баллов из 10, похвалив за увлекательный геймплей, разнообразный дизайн монстров и общий визуальный стиль игры, пожаловавшись на то, что игре не достаёт мультиплеера.
Российский портал игр Absolute Games поставил игре 80 %. Обозреватели отметили интересный игровой процесс и локализацию. К недостаткам были отнесены сюжет и недоработки в создании игрового движка.

Финальный рейтинг оказался немного низким для игры, у которой нет очевидных пробелов. В чём причина? На мой взгляд, игре не достаёт оригинальности. Все хорошо, но уж больно типично. Ну, ещё движок не самый красивый, да концовка немного подкачала. Поэтому максимальной оценки я поставить не смог. Но зато к геймплею особых претензий предъявить не получилось. Если не в квестовой части, то уж в плане стратегии и тактики ведения боя в каждый конкретный момент времени всегда есть над чем подумать.